# 高田 (上罗村)
高田是中国广东省广州市从化区的一个自然村。在江埔街道东南面约12千米，属上罗村管辖。因当地地名得名。清朝建村。1998年时，全村人口108人。